# Uromyces fabae
|  | Dieser Artikel wurde aufgrund von formalen oder inhaltlichen Mängeln in der Qualitätssicherung Biologie im Abschnitt „Mykologie“ zur Verbesserung eingetragen. Dies geschieht, um die Qualität der Biologie-Artikel auf ein akzeptables Niveau zu bringen. Bitte hilf mit, diesen Artikel zu verbessern! Artikel, die nicht signifikant verbessert werden, können gegebenenfalls gelöscht werden. Lies dazu auch die näheren Informationen in den Mindestanforderungen an Biologie-Artikel. |

Uromyces fabae ist eine Ständerpilzart aus der Ordnung der Rostpilze (Pucciniales). Der Pilz ist ein Endoparasit von Erbsen und Wicken. Symptome des Befalls durch die Art sind Rostflecken und Pusteln auf den Blattoberflächen der Wirtspflanzen. Sie ist weltweit verbreitet.

## Merkmale

### Makroskopische Merkmale
Uromyces fabae ist mit bloßem Auge nur anhand der auf der Oberfläche des Wirtes hervortretenden Sporenlager zu erkennen. Sie wachsen in Nestern, die als gelbliche bis braune Flecken und Pusteln auf den Blattoberflächen erscheinen.

### Mikroskopische Merkmale
Das Myzel von Uromyces fabae wächst wie bei allen Puccinia-Arten interzellulär und bildet Saugfäden, die in das Speichergewebe des Wirtes wachsen. Die oberseitig auf den Wirtsblättern wachsenden Spermogonien der Art bedeckt und klein, sie besitzen Paraphysen. Ihre Spermatien sind 1,2–4 µm groß. Die Aecien wachsen in kreisförmigen Gruppen. Die Aeciosporen sind meist polyedrisch-kugelig bis -ellipsoid, orange, warzig und 14–21 × 14–21 µm groß. Die meist blattunterseitig sowie an Stängeln und Stielen wachsenden Uredien des Pilzes sind hellbraun und hervorbrechend. Ihre ebenfalls hellbraunen Uredosporen sind breit ellipsoid bis breit eiförmig, 21–33 × 19–25 µm groß und stachelwarzig. Die auf den Wirtsblättern wachsenden Telien der Art sind dunkelbraun und pulverig. Die braunen Teliosporen sind zweizellig, in der Regel eiförmig bis fast kugelig, glatt und 25–40 × 18–28 µm groß. Ihre Stiele sind gelblich und meist länger als die Sporen.

## Verbreitung
Das bekannte Verbreitungsgebiet von Uromyces fabae umfasst die gesamte Welt.

## Ökologie
Die Wirtspflanzen von Uromyces fabae sind verschiedene Erbsen (Pisum spp.) und Wicken (Vicia spp.). Der Pilz ernährt sich von den im Speichergewebe der Pflanzen vorhandenen Nährstoffen, seine Sporenlager brechen später durch die Blattoberfläche und setzen Sporen frei. Die Art verfügt über einen Entwicklungszyklus mit Aecien, Spermogonien, Telien und Uredien und macht keinen Wirtswechsel durch.